# Rik Hamblok
Rik Hamblok  (Lommel, 28 december 1923 - aldaar, 18 mei 2004) was een Vlaams abstract kunstschilder.
Hij werkte van 1946 tot 1973 als fabrieksarbeider bij Vieille Montagne in Balen-Wezel. Aanvankelijk schilderde hij vooral portretten en landschappen. De kentering kwam er na een ontmoeting in 1944 met de Rus Nikolai Grospoder, zijn eerste leermeester. Hamblok ontdekte dat een schilderij niet altijd iets gekends moet voorstellen, maar losstaand van het waarneembare, even waar en authentiek kan zijn.
Begin jaren 50 werd hij een van de eerste abstracte kunstenaars in Limburg. Door velen gek verklaard, kwam de erkenning toen hij samen met Jos Geboers, Rik Hoydonckx, de Nederlander Rien Van den Brink, en de Duitse kunstenaars W. Gauchel, F. Mecking en M.L. Quade, de Groep-Gruppe 64 stichtte.
Rik Hamblok heeft naar eigen zeggen lang met een dilemma gezeten: "Werken op het fabriek heeft mij nooit gelegen, maar ik kon mijn gezin niet laten verhongeren". "Ik kon kiezen fulltime commercieel schilderen enkel voor de centen, ofwel werken op het fabriek en na mijn dagtaak schilderen zoals ik het wilde". Hij koos bewust om niet commercieel te werken en ging pas vanaf '73 (hij was toen 50) voltijds aan het werk als kunstenaar. 
Wat Hambloks stijl betreft: voor hem is een schilderij een ordening van kleuren en compositie op een vlak tot stand gekomen, ten gevolge van emotionele spanningen.
Hij was lid van Kunstkring Heikracht en van Asikan International Art Group, een kunstgroep met kunstenaars uit USA, Mexico, Nederland en België (Hamblok samen met Jan Latinne en Humberto Wouters). De Gemeente Lommel kende hem twee reisbeurzen toe: 1956 voor Parijs en 1959 voor Zuid-Frankrijk.
Hij nam deel aan diverse groepstentoonstellingen te Oostende, Antwerpen, Brugge, Hasselt, Eindhoven, Lüdenscheid, Detroit, Montréal en ook in de gemeente AS 1989 : "20 Kunstenaars uit Limburg" met o.a. Staf Beerten, Jan Hoogsteyns, Jan Latinne, Jac Leduc, Paule Nolens, Robert Vandereycken en vele anderen. Individuele tentoonstellingen vonden plaats in Lommel, Eindhoven, Hasselt , Brussel, Westouter, ...
In 1961 kreeg hij de 4° prijs in de Noord Limburgse Industrieprijs en in 1963 werd zijn werk te Westouter bekroond door "Arbeid in Kunst".
Werk van Hamblok is in particulier bezit in binnen- en buitenland. Werken zijn ook aangekocht door de steden Lüdenscheid en Lommel, de Provincie Limburg, Openbaar Kunstbezit in Vlaanderen, ...
Naast schilderen gaf Rik Hamblok veel voordrachten over het thema "Kunst is leven- van de figuratie naar de non-figuratie".
In 2003 volgde naar aanleiding van zijn 80e verjaardag een huldetentoonstelling. Een jaar later overleed hij.